# The Hitchhiker (film 1933)
The Hitchhiker è un cortometraggio statunitense del 1933, diretto dal regista svedese Arvid Gillstrom. 

## Trama
Un uomo, udendo una signora che grida aiuto, si getta, per quanto riluttante, nel lago, per trarre in salvo il bambino che vi era caduto. Ma risulta trattarsi di un film che si stava girando, ed il regista è fortemente contrariato per la scena rovinata.
Più avanti l'uomo fa l'autostop, cercando dapprima di fermare autoveicoli, poi, dato che non riesce ad ottenere un passaggio su strada, biplani. Si trova quindi imbarcato per errore su un aereo, dove, a causa del forte raffreddore che ha contratto, dovuto al tuffo nell'acqua, risulta estremamente importuno agli altri passeggeri, in particolare ad Adolph ed alla moglie.
Alla fine Adolph imbraga l'uomo in un paracadute e lo getta giù dall'aereo. Egli andrà a cadere nel lago, dove il solito regista sta tentando di nuovo di girare la scena dell'inizio.